# ミディ＝ピレネー地域圏
ミディ＝ピレネー地域圏(Midi-Pyrénées)は、フランス南部のかつて存在した地域圏である。2016年1月1日、ラングドック＝ルシヨン地域圏と統合し、オクシタニー地域圏となった。

## 地理
西は旧アキテーヌ地域圏、東は旧ラングドック＝ルシヨン地域圏、北は旧オーヴェルニュ地域圏と旧リムーザン地域圏に接している。南にはピレネー山脈があり、スペインとの国境となっており、アンドラとも接している。州都はフランス第4の都市で航空産業が盛んなトゥールーズ。産業の振興により、近年圏内人口は増加傾向にある。域内面積は日本の九州と、域内人口は京都府とそれぞれ同程度。北部・西部は比較的平地が多いが、東部・南部は山がちでスペインとの国境近くには標高3,000 mを超える急峻な山も存在する。

## 行政区画
| 名称                                   | 人口(人)  | 州都/主府/本部         | 備考  |
| -------------------------------------- | --------- | ---------------------- | ----- |
| オート＝ガロンヌ県 Haute-Garonne       | 1,135,000 | トゥールーズ Toulouse  | 図(4) |
| アリエージュ県 Ariège                  | 142,000   | フォワ Foix            | 図(1) |
| アヴェロン県 Aveyron                   | 272,000   | ロデズ Rodez           | 図(2) |
| ジェール県 Gers                        | 178,000   | オーシュ Auch          | 図(3) |
| ロット県 Lot                           | 167,000   | カオール Cahors        | 図(6) |
| オート＝ピレネー県 Hautes-Pyrénées     | 228,000   | タルブ Tarbes          | 図(5) |
| タルヌ県 Tarn                          | 358,000   | アルビ Albi            | 図(7) |
| タルヌ＝エ＝ガロンヌ県 Tarn-et-Garonne | 219,000   | モントーバン Montauban | 図(8) |

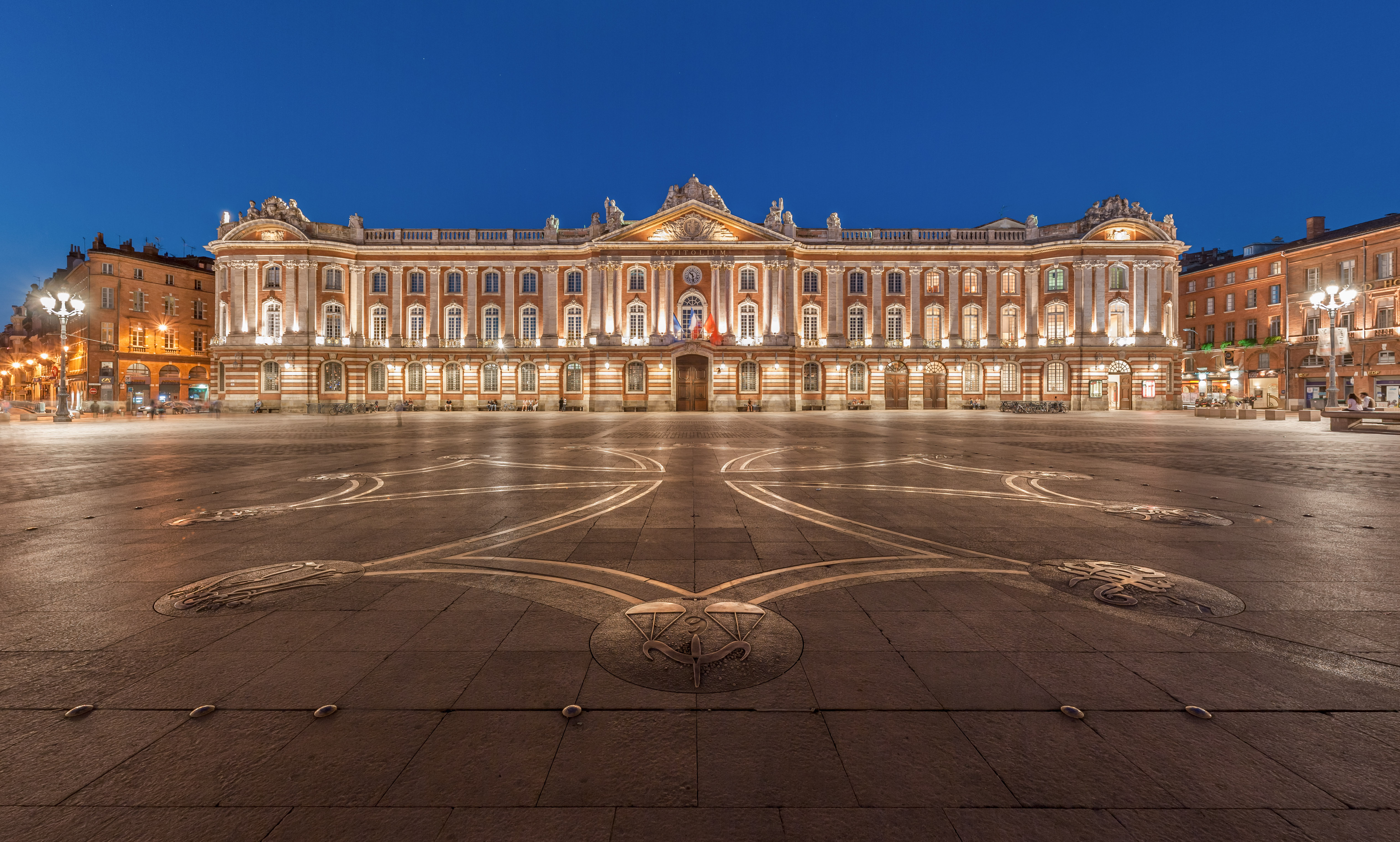
トゥールーズ

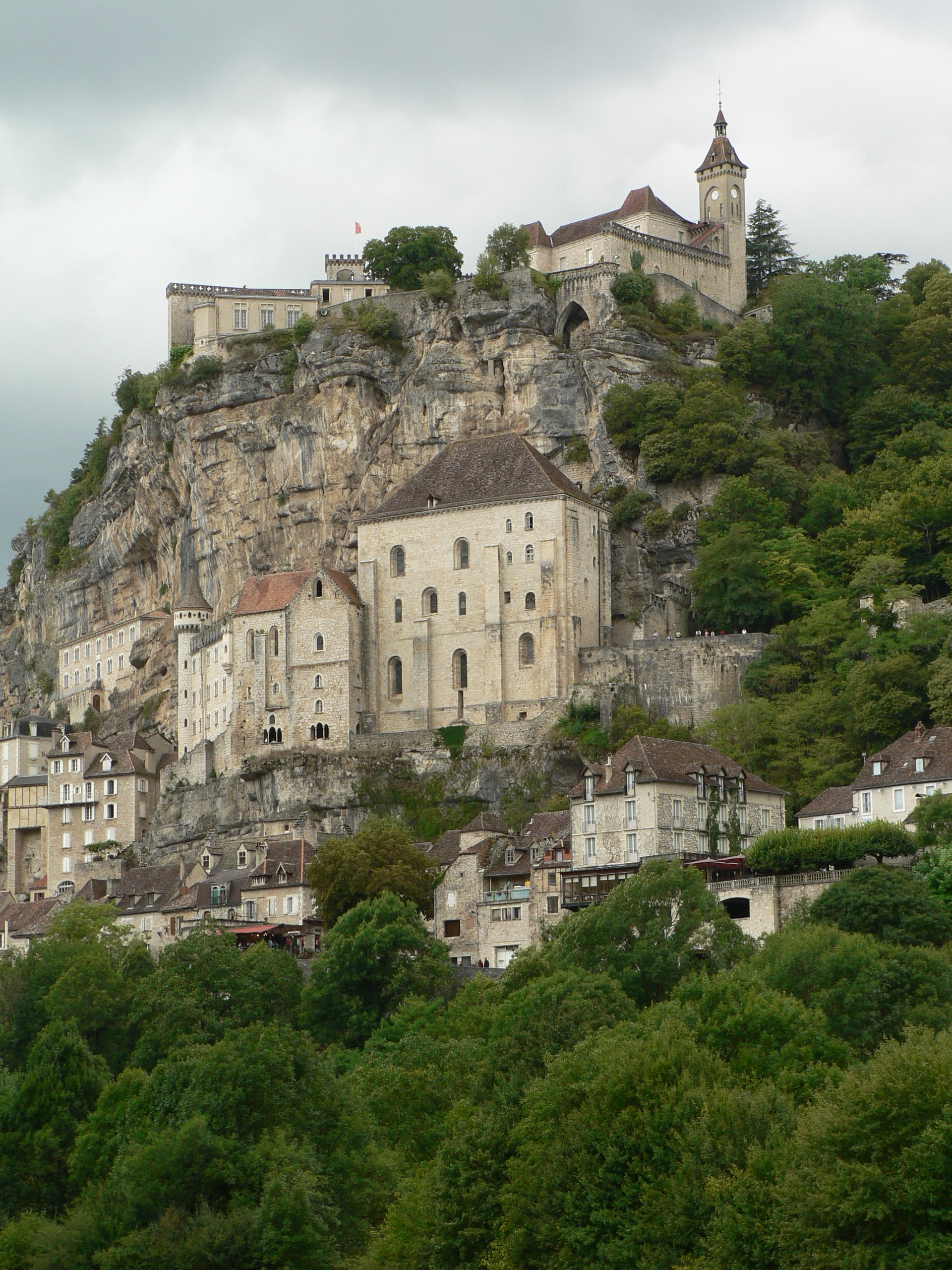
ロカマドゥール